# Uruguay címere
Uruguay nemzeti címere egy negyedelt, ovális alakú pajzs, amelynek első és negyedik negyede kék színű, míg a második és a harmadik ezüst. Az első negyeden egy arany színű mérleg, az egyenlőség és igazságosság jelképe, a másodikon a Montevideói-dombon álló erőd látható, a harmadikon egy fekete lovat, a szabadság, a negyediken  pedig egy arany színű bikát, a bőség szimbólumát ábrázolták. A pajzsot zöld színű koszorú veszi körül, amely a heraldikai bal oldalon babérágból, a heraldikai jobb oldalon olajágból áll. A két ágat alul égszínkék színű szalag, Uruguay egykori kokárdája köti össze. A pajzs felett a sárga színű Májusi nap, a dél-amerikai szabadságjelkép kel fel hullámos és egyenes sugaraival.

Uruguay nemzeti címere

A nemzeti címert 1829. március 19-én fogadták el, azóta néhány kisebb grafikai módosítást eszközöltek rajta.

## [1][2]Jegyzetek
1. ↑   Horváth Zoltán: A világ zászlói, NYÍR-KARTA Bt., Nyíregyháza, 2002. 351. p.
2. ↑   (2020. december 30.) „Coat of arms of Uruguay” (angol nyelven). Wikipedia.